# Институт прикладной геофизики имени Е. К. Фёдорова
Институ́т при́кладной геофизи́ки им. академика Е. К. Фёдорова — федеральное государственное бюджетное учреждение, один из ведущих институтов в системе Федеральной службы по гидрометеорологии и мониторингу окружающей среды (Росгидромет).

## История
Институт прикладной геофизики был образован в январе 1956 года по инициативе академика Евгения Константиновича Фёдорова. Было принято решение разделить Геофизический институт АН СССР на Институт прикладной геофизики, Институт физики земли и Институт физики атмосферы. Первым директором Института прикладной геофизики был назначен Е. К. Фёдоров, а Эльбрусская экспедиция была реорганизована в Кабардино-Балкарское отделение Институт прикладной геофизики.
В задачи института входило создание системы мониторинга загрязнения геофизических сред (поверхности и атмосферы Земли, а также околоземного космического пространства) радиоактивными продуктами при проведении ядерных испытаний.
Институт укомплектовали молодыми специалистами, окончившими МГУ, МИФИ, МГРИ, ТГУ. Разработанные ими гамма-спектрометрические методы по определению состава гамма-излучателей естественного и искусственного происхождения нашли широкое применение при решении практических задач:
- снегомерной съемке, необходимой для гидрологического прогноза;
- контроле радиоактивного загрязнения территорий выбросами промышленных предприятий (в том числе Уральского следа от аварийного выброса на ПО «Маяк» в 1957 году);
- исследовании эффектов глобальных выпадений после крупных взрывов;
- контроле радиационной обстановки в космосе.

В начале 1960-х годов институт был передан в подчинение Минсредмашу СССР. По инициативе академика И. В. Курчатова Институт прикладной геофизики АН СССР под руководством Е. К. Фёдорова развернул исследования радиоактивного загрязнения атмосферы и поверхности Земли при ядерных испытаниях.
В апреле 1963 г. Институт прикладной геофизики совместно с филиалом в г. Обнинске был передан в Главное управление Гидрометеослужбы при СМ СССР. С этого периода ИПГ начал исследовать возможности активного воздействий на метеорологические процессы, в частности воздействие на облака с целью вызывания дополнительных осадков. Проведенные опыты показали возможность активного воздействия на метеорологические явления. За эти работы в 1967 году институт был награждён орденом Трудового Красного Знамени.
В период с 1968 по 1973 год под руководством  Ю. А. Израэля создаётся сеть мониторинга окружающей среды, разрабатываются нормы экологической безопасности.
В 1973 году выходит Постановление Правительства о создании в Институте ионосферно-магнитной и радиационно-космической служб. В этом же году директором института снова становится Е. К. Фёдоров. Под его руководством проводятся ракетные и спутниковые исследования верхних слоёв атмосферы и осуществляется обмен на международном уровне информацией о событиях на Солнце, магнитных и ионосферных бурях. С этого момента ИПГ осуществляет регулярное обеспечение космических полетов, в том числе советско-американского проекта «Союз — Аполлон» (1975 г.), длительных полетов на станции «Мир»; постоянное обслуживание потребителей (ведомств и организаций) оперативной информацией и прогнозами «космической погоды» для решения задач радиосвязи, навигации, управления работой космической техники.
В 1982 году институту присваивается имя академика Е. К. Фёдорова. Директором института назначается С. И. Авдюшин.
В 1970—1990 годы одним из направлений работ института было исследование верхней атмосферы и ионосферы полярной области с помощью метеоракет МР-12 и лидаров высотного зондирования. Работы выполнялись на острове Хейса (Земля Франца-Иосифа), было проведено свыше 100 ракетных экспериментов, которые позволили получить уникальную информацию о влиянии солнечной и магнитосферной активности на состояние верхних слоев атмосферы. Впервые методом лазерного зондирования мезосферного натрия были выявлены эффекты прохождения на высотах 80-100 км внутренних гравитационных волн, а также получены характеристики высотного распределения стратосферного аэрозоля в Центральной Арктике. Совместно с ИЗМИРАН и другими научными организациями ИПГ участвовал в подготовке и проведении экспериментов по зондированию ионосферы на спутниках Интеркосмос-19 и Космос-1809 и космической станции «Мир».

### Директора́
| Даты        | Директора́           |
| ----------- | ------------------- |
| 1956 — 1968 | акад. Е. К. Фёдоров |
| 1968 — 1973 | Ю. А. Израэль       |
| 1973 — 1982 | акад. Е. К. Фёдоров |
| 1982 — 2010 | С. И. Авдюшин       |
| 2010 — 2017 | В. Б. Лапшин        |
| c 2017      | А. Ю. Репин         |